# Mockery (Film)

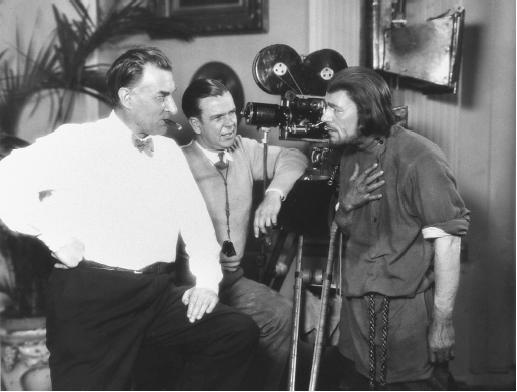
Regisseur Benjamin Christensen, Kameramann Merritt B. Gerstad und Hauptdarsteller Lon Chaney

Mockery (englisch Spott) ist ein amerikanischer Stummfilm von 1927 über die Russische Revolution mit Lon Chaney in der Hauptrolle. Der Film war der zweite Film des dänischen Regisseurs Benjamin Christensen, der in Hollywood gedreht wurde. In der Hauptrolle spielt Chaney einen sibirischen Bauern, der einer Gräfin (gespielt von Barbara Bedford) hilft, die von dem herannahenden Aufstand bedroht ist. Das Drehbuch wurde von Bradley King auf der Grundlage einer Geschichte von Benjamin Christensen geschrieben, die ihrerseits auf einer Kurzgeschichte von Stig Esbern basiert. Die Kulissen wurden von Cedric Gibbons und Alexander Toluboff entworfen.